# 장 칼뱅 참고 문헌

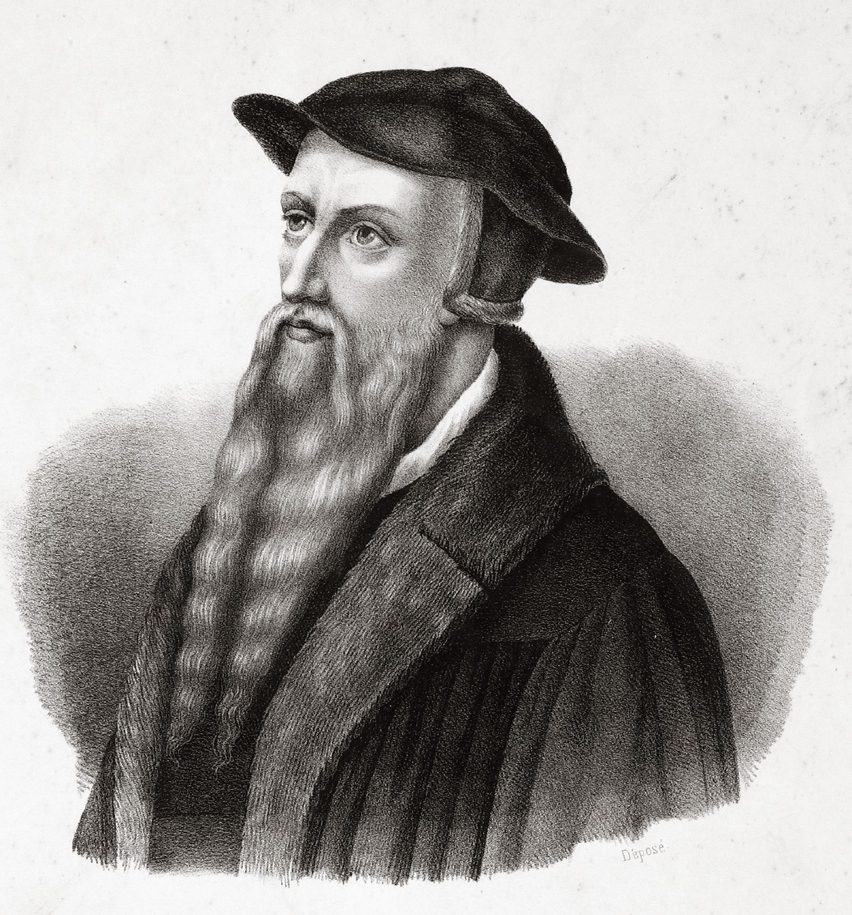
장 칼뱅의 석판화

장 칼뱅 참고 문헌은 프랑스 종교 개혁가 존 칼빈 (1509-1564)의 설교들, 성경 주석, 신학논문의 작품들 소개하는 것이다. 칼빈은 제네바 (1536-38 및 1541-64)에서만 오랫 동안 살았지만 그의 작품들은 그의 개혁 교회의 사상을 유럽의 여러나라와 세계의 여러곳으로 확산시켰다. 그의 방대한 작품들은 기독교와 유럽 역사에 지속적인 영향을 미쳤다.

## 작품

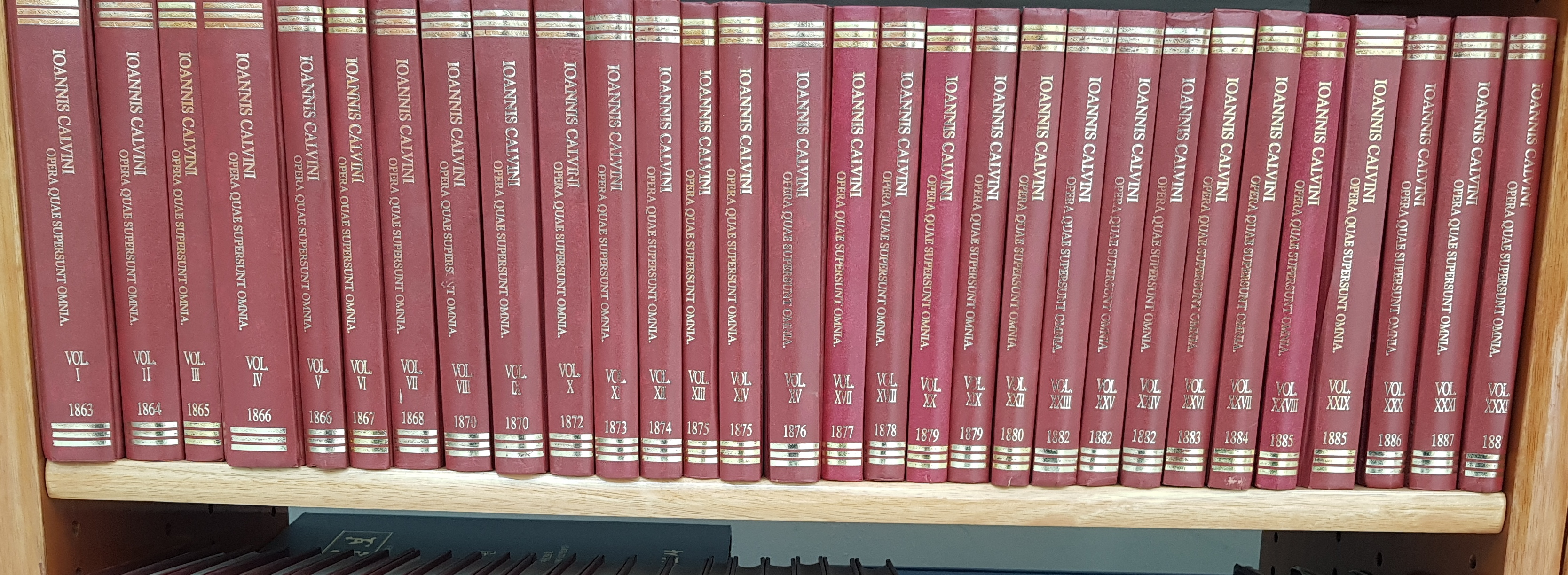
칼빈의 전작품

칼뱅의 첫 번째 작품은 로마 철학자 루키우스 안나이우스 세네카의 관용론에 관한 주석(Seneca's De Clementia)이다. 이 작품은 그의 인문주의적 사상과 학문성을 보여준다. 또한 그의 첫 번째 신학적인 작품은 영혼의 수면(Psychopannychia)이다. 이 책은 사후에 영혼이 단지 잠을 잔다는 재세례파들에 대한 반박이다. 1534년에 원고를 마쳤지만 친구들의 권면으로 미루다가 1542년에 출판하였다. 칼빈은 26세의 나이에 유명한 기독교 강요  (Institutio Christianae Religionis)를 출판하였다.자신의 고국 프랑스에서는 1541년 처음으로 불어로 출판하였고, 최종판은 1559년(라틴어판)및 1560년(프랑스어판)이다. 개신교 신학의 중요한 주제인 하나님, 성경, 구원, 교회, 성례, 이신칭의, 기독교인의 자유와 같은 중요한 신학적인 것을 다루었다. 칼빈은 여호수아 (사무엘상 설교는 출판함)이후 역사서를 제외하고, 지혜서와 시편을 포함하여 구역 전체를 주석하였다. 그는 요한 이서와 삼서, 그리고 요한 계시록을 제외하고 신약 성경 전체를 주석하여 출판하였다. 또한 1,300 통 이상의 편지를 썼다.

## 기독교 강요

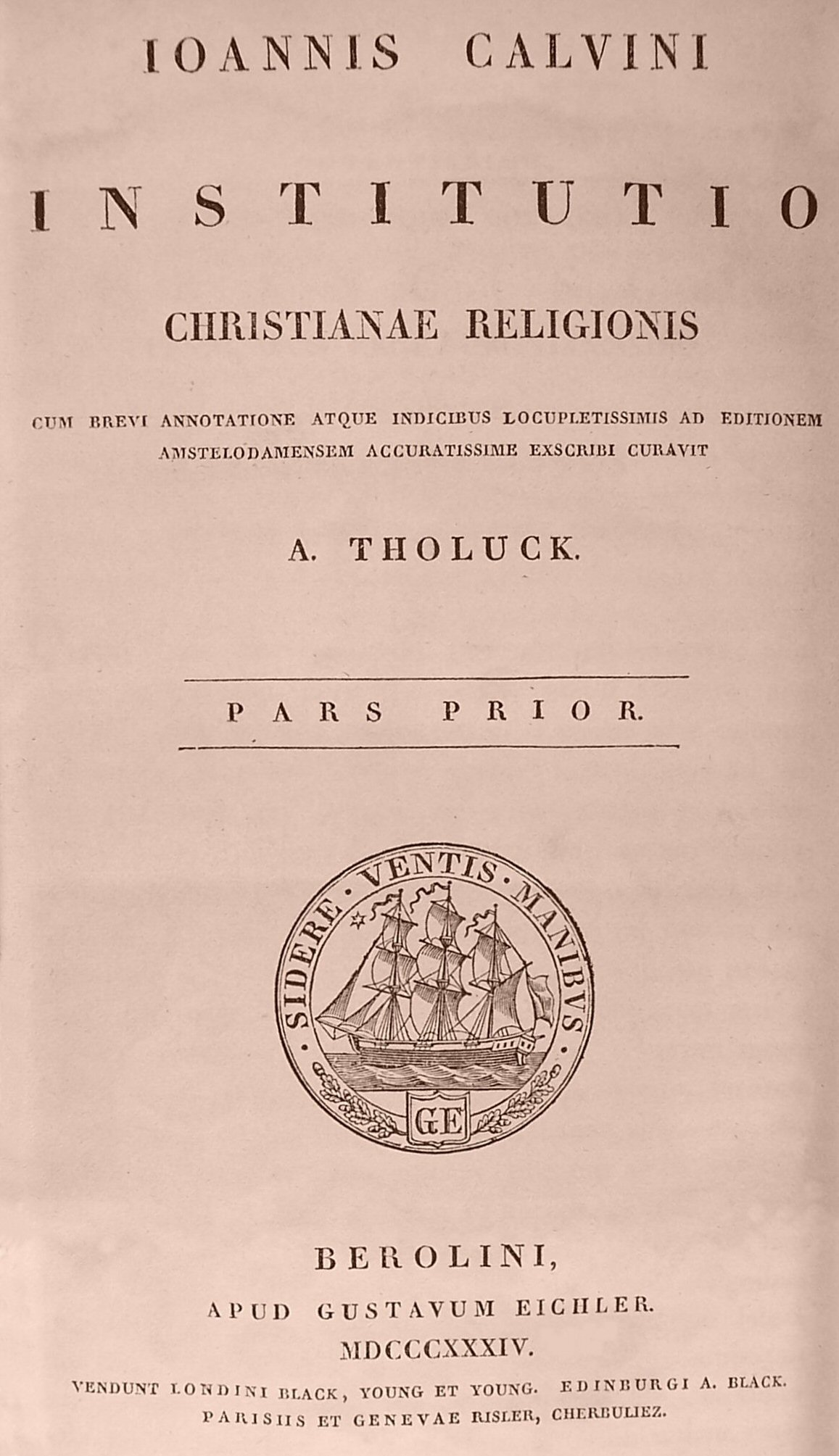
1834년 판 존 칼빈의 기독교강요 (Institutio Religionis)

칼빈은 자신의 사상을 주석, 설교, 논문에서 지속적으로 발전시켰다. 그의 신학의 가장 간결한 표현은 바로 기독교 강요이다. 기독교강요의 다양한 판은 개혁자로서 거의 모든 경력을 쌓았으며, 이 책의 연속된 개정은 그의 신학이 그의 청년시절에서 말년까지 거의 변화하지 않았음을 보여준다. 1536년 초판은 6 장으로 구성되었지만, 1539년에 출판 된 두 번째 판은 멜란히톤의 신학통론 (Loci Communes)에 나오는 주제에 여러 장들을 추가했기 때문에 3 배로 늘어났다. 1543년에 그는 다시 새로운 자료를 추가하고 사도 신경에 관한 장을 확장하였다. 1559년에마지막 판이 나왔다. 80개 장을 갖는 4권으로 구성되었고, 각 책은 신조의 진술에 따라 진술되었다. 창조주 하나님에 대한 제 1 권, 그리스도의 구속주에 대한 제 2 권, 제 3권은 성령을 통해 그리스도의 은혜를 받음, 그리고 4 권은 그리스도의 사회 또는 교회에 관해서 다룬다.

## 성경 주석과 설교
칼빈은 성경에 대한 거의 모든 책들을 주석하였다. 1540년에 로마서 주석은 첫번째 작품이었다. 그는 지속적으로 주석하려고 했으나 6년이 지나서야 고린도전서에 대한 주석을 출판할 수 있었다. 그 작품을 쓴 4년후에는 바울서신에 대한 모든 주석을 출판하였다. 그리고 로마서 주석을 재판하였다. 일반서신을 주석하기 시작하였고 1555년까지 신약성경의 대부분을 주석하여 출판하였다. 칼빈은 신약을 먼저 주석하고 요한 2서, 요한 3서, 요한계시록을 주석하지 않았고, 구약은 시편을 시작으로 여호수아에 이르는 주석을 하였다. 칼빈은 1536년 기독교 강요 초판 발행이후에 그의 최초의 주석인 로마서 주석을 1540년에 출판하였고, 기독교 강요의 개정판이 나온 후에 1546년 1551년 사이 5년 동안 많은 주석들을 출판했다. 1546년에는 고린도전후서를, 1548년은 갈라디아서, 에베소서, 빌립보서, 골로새서, 디모데전후서를, 1549년은 히브리서, 그리고 구약의 이사야서를, 1550년에 데살로니가전후서, 디도서, 1551년은 베드로전후서, 요한일서, 빌레몬서, 야고보서, 유다서에 대한 주석을 출판하였다. 1552년 사도행전 1장에서 13장까지 주석하였고, 1553년은 요한복음을, 1554년은 사도행전 14장에서 28장을 그리고 창세기를, 1555년은 공관복음서에 대한 주석을 출판하였다.
칼빈의 구약 주석은 그의 강의안을 대부분 편집한 것이다. 1540년 후반에 구약에 대한 강의를 시작했으며 아직도 모든 강의안들이 남아 있다. 이사야서를 1549년 출판한 후에 8년 만에 1557년 시편과 호세아를, 1559년 소선지서를, 1561년 다니엘서를, 1563년 모세의 마지막 내권의 책, 예레미야, 애가서를, 그리고 마지막으로 칼빈 사후 1565년 에스겔(1-20장)과 여호수아서를 출판했다.
칼빈은 자신의 생애 마지막 15년 동안 설교를 했는데 순서적으로 보면 히브리서, 시편, 에레미야서, 요한복음, 사도행전, 애가서, 미가서, 스바냐서, 호세아서, 요엘서, 아모스서, 오바댜서, 요나서, 욥기, 데살로니가전후서, 디모데전후서, 신명기서, 디도서, 고린도전후서, 이사야서, 갈라디아서, 에베소서, 공관복음, 창세기, 사사기, 사무엘상하, 열왕기상에 대한 설교를 했다. 칼빈의 설교들은 가치가 없다고 생각되어 사람들에게 팔았던 19세기 초반 거의 분실되었다고 한다. 재생된 것도 있지만 대부분은 찾을 수 없다고 한다.

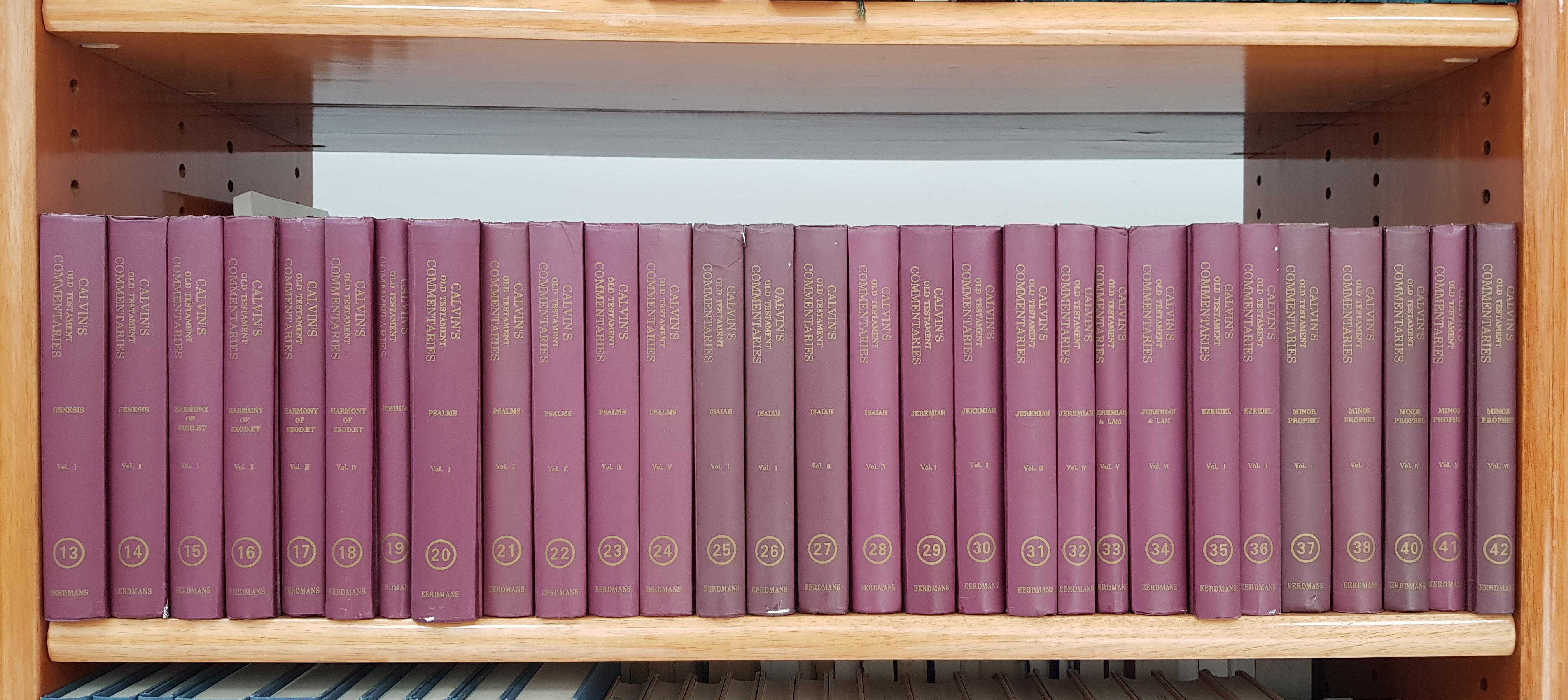
칼빈의 신구약 주석 영어판

## 편지

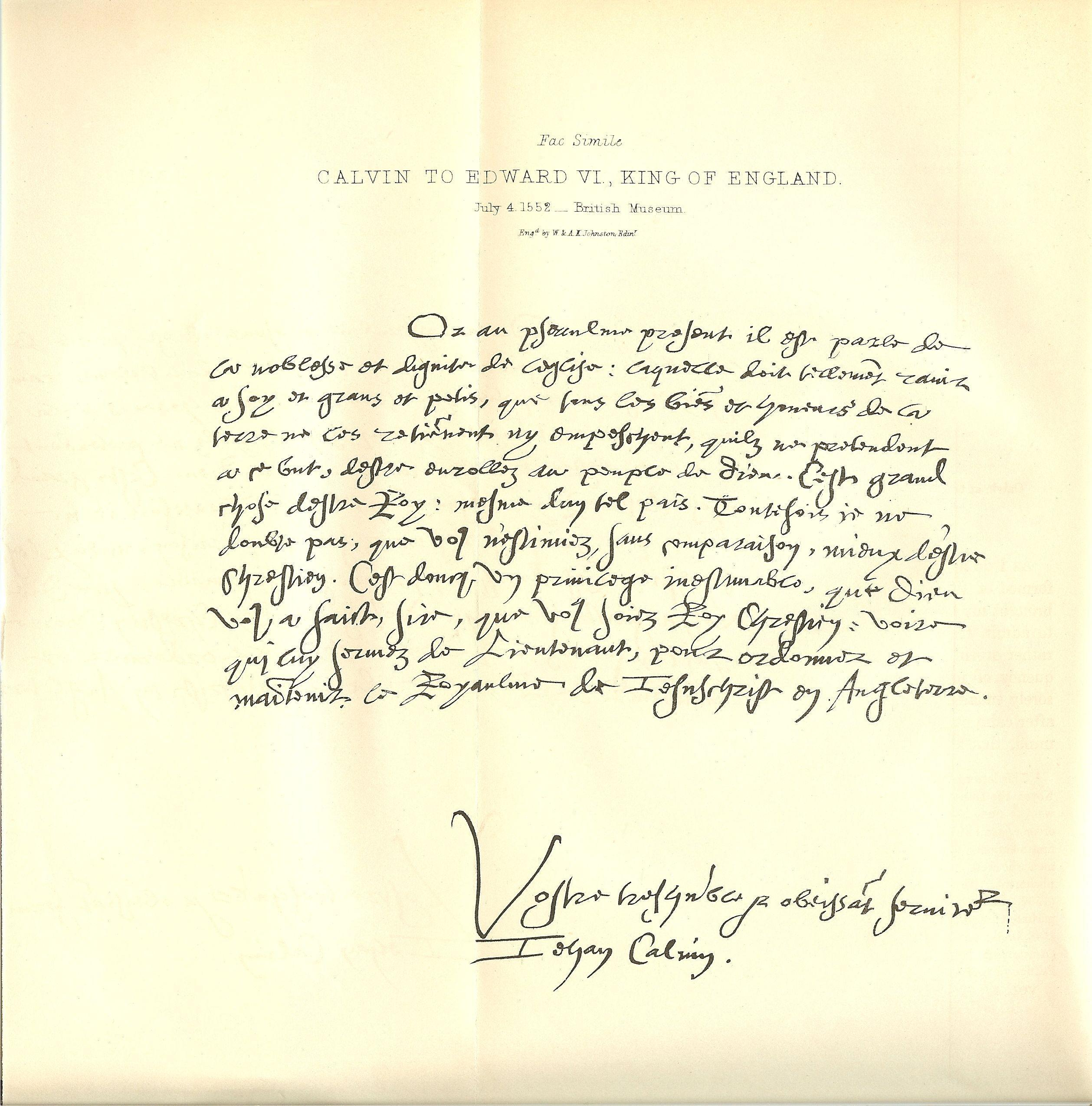
영국의 에드워드 VI 에게 보낸 칼빈의 편지, 1552년 7월 4일 영국 박물관

칼빈의 서신은 기독교강요와 성경 주석 만큰 크게 독자층의 관심을 받지 못했습니다. 왜냐하면 그의 서신은 당시의 특별한 필요성과 사건을 분명하게 다루었기 때문입니다. 그럼에도 불구하고 편지 쓰기의 규모는 그의 유명한 작품만큼이나 놀랐다. 그의 편지는 약 1,300 개이며, 그에게 쓰여진 약 3000 개의 편지와 함께 종교개혁 전집(Corpus Reformatorum)에서 칼빈의 편지는 11권을 채운다. 워필드는 칼빈을 "종교 개혁 시대의 위대한 편지 작가"라고 부른다.
그의 편지는 종종 Charles d' Espeville라는 가명으로 쓰여졌다. 현지 극장에 관한 논쟁에서 신생 교회에 대한 지원을 정치적 동맹에서 선택하는 것에 이르기까지 다양한 이슈에 관심이있다. 그들은 또한 그의 해석학적 산문에서 분명하지 않은 개인성격을 드러낸다. 한 예가 1545년에 프로방스의 왈도파의 3,600 명이 학살당한 후 나온 것이다. 칼빈은 21일 동안 베룬, 아우리히, 샤프하우젠, 바젤, 스트라스부르 그 지역을 방문하여 아라우의 국회에서 칸톤 (Cantons) 의원을 만나 생존자들을 위해 중보기도를 간청했다. 그는 William Farel에게 자신의 슬픔에 대해 썼습니다.
임신 한 여성이나 유아도 배려받지 못하는 박해자들의 잔인한 학대였다. 이 핍박의 잔인함이 대단합니다. 내가 그것을 생각할 때 당황하게 됩니다. 그렇다면 나는 그것을 어떻게 표현해야 할까? ... 나는 슬픔이 닳아지고 눈물없이는 나의 글을 쓰지 못한다.
칼빈의 가장 잘 알려진 편지 중 하나는 Jacopo Sadoleto의 "제네바 사람들에게 보내는 편지"와 "Reformation Debate"에 대한 그의 회신이 오늘도 계속 인쇄되어 있다는 것입니다."

## 설교
- Sermons on I Samuel
- Sermons on Galatians
- Sermons on Psalm 119
- Sermons on the deity of Christ
- Sermons on Election and Reprobation (Genesis)

## 신학적인 논문
- Psychopannychia
- Treatise on Relics
- The Secret Providence of God
- A Short Treatise on the Lord's Supper[6]

## 다른 작품
- De Clementia

## 같이 보기
- 기독교 강요
- 장 칼뱅
- 장 칼뱅의 신학